# روغد
روغد، نام شهری در تبرستان بود که در نزدیکی کبودجامه (بهشهر کنونی) قرار داشت.
روغد در یورش تیمور لنگ ویران شد و برای همیشه از برگ روزگار ستردن شد.